# ميواكو ساتو
ميواكو ساتو (佐藤 美和子, Satō Miwako) هي شخصية من انمي المحقق كونان، فقدت والدها في حادثة وهي صغيرة، مما دفعها لاتباع خطاه والعمل في شرطة طوكيو إلى جانب المفتش ميغوري. تتميز هذه الشخصية بالنشاط والجدية والجاذبية، مما يجعلها محبوبة للغاية بين أفراد الشرطة في المدينة، ومن بينهم الشرطي تاكاجي الذي تجمعها به علاقة مميزة. لديها ثقة كبيرة في كونان، وظهرت لأول مرة في الحلقة 130.

## خلفية عنها
قبل ثمانية عشر عامًا، فقدت ساتو والدها، ماسايوشي ساتو، في حادث مروري أثناء محاولته تسليم سارق بنك إلى الشرطة. أثر هذا الحادث بشكل عميق على حياتها، مما دفعها لتصبح ضابطة شرطة. تعمل الآن جنبًا إلى جنب مع المفتش ميغوري، شيراتوري نيزابورو، كازونوبو تشيبا،، وبشكل خاص مع واتارو تاكاجي في قسم شرطة طوكيو. جاذبيتها الطبيعية جعلتها محط اهتمام معظم ضباط الشرطة، الذين يتنافسون بشكل غير مباشر على نيل إعجابها.
التقت ساتو بكونان وفريق المتحرين الصغار لأول مرة خلال قضية ابتزاز ضد قناة نيشيوري تي في. وفي قضية لاحقة، أبهرتها قدرة كونان على الاستنتاج أثناء التحقيق في جريمة قتل زوجة مصرفي على يد زوجها، مما جعلها تثق في أحكامه. بفضل مساعدة تاكاجي، تمكنت من حل قضية وفاة والدها، مما ساهم في تقوية علاقتها العاطفية معه.
على الرغم من التزامها بتوجيهات المفتش ميغوري، طلبت سرًا من تاكاجي التحقيق في قضية معينة بعيدًا عن أعين قسم الشرطة، مما كاد أن يتسبب في وفاتهما. كان جينبيه ماتسودا هو أول من لفت انتباهها عاطفيًا، لكنها فقدته إثر انفجار قنبلة. رغم إنكارها لمشاعرها تجاه تاكاجي في البداية، اعترفت لاحقًا بحبها له. ومع ذلك، كانت الظروف تعترض سبيل تقدمهما في علاقتهما، مع مساعدة صديقتها يومي ميواكو. وغالبًا ما تدخل كونان والمحققون الصغار لإبعاد المتطفلين، مما يسمح لساتو وتاكاجي بقضاء بعض الوقت معًا.

## شخصيتها
تُعتبر ساتو واحدة من أبرز أفراد الشرطة، حيث لا تتردد في مواجهة الرجال الخطرين في المعارك وغالبًا ما تخرج منتصرة. تتمتع بحس قوي بالعدالة وتحتقر المجرمين الذين يزهقون الأرواح لأسباب تافهة. ورغم قوتها، فإن لديها جانبًا أكثر ليونة؛ فهي ودية للغاية مع المحققين الصغار، وخاصة كونان، الذين تعتبرهم مساعدين رئيسيين في الحالات الصعبة.
عندما تكون ساتو في العمل، تميل إلى التصرف بتهور وبجرأة، مما أكسبها لقب "الساحرة الفضية" بين متسابقي السيارات على جبل فويونا، بسبب أسلوب قيادتها المثير. ومع ذلك، تصبح عاطفية جدًا عندما تتعلق القضايا بأشخاص مقربين منها، مثل تاكاجي وماتسودا.
تتمتع ساتو بمجموعة من الهوايات، مثل الذهاب إلى الكاريوكي وحضور البوفيهات التي تقدم كل ما يمكن تناوله، بالإضافة إلى الخروج لتناول الرامن، حيث تفضل الأجواء غير الرسمية على المطاعم الفاخرة. من الملاحظ أيضًا أنها قد تعاني من صدمة نفسية مرتبطة بماتسودا، مما يتجلى خلال مواعيدها مع تاكاجي.

## مظهرها
ساتو امرأة طويلة ونحيلة ذات بشرة فاتحة وشعر بني قصير يصل إلى ما بعد مؤخرة رأسها. تتمتع بعينيين زرقاوين وتظهر جاذبية ملحوظة تشبه سوميكو كوباياشي. تشتهر بجمالها ورشاقتها، مما جعلها محط اهتمام واسع بين ضباط قسم شرطة طوكيو. غالبًا ما ترتدي تنورة قصيرة زرقاء فاتحة مع قميص أزرق داكن وسترة زرقاء، مما يبرز أناقتها.

## المهارات

### البراعة البدنية
تُعرف ساتو بشخصيتها القوية التي تتناقض بشكل ملحوظ مع مظهرها الأنثوي، إذ تُعتبر مقاتلة شرسة تتفوق على مجرمين أكبر منها بكثير. تمتلك مهارات متقدمة في مناورات الجوجيتسو والمصارعة، وغالبًا ما تنهي المواجهات بحركة واحدة فقط. كما تُظهر قوتها الفائقة، حيث قامت ذات مرة بسحق هاتفها المحمول بيدها خلال نوبة غضب.

### الأسلحة النارية
تتقن ساتو استخدام الأسلحة، فهي قادرة على التصويب بدقة حتى في المواقف الصعبة للغاية.

### القيادة
ساتو سائقة قوية ومتهورة في بعض الأحيان. وتمتلك سيارة مازدا RX-7.